# Fatma Sultan (1704–1733)
Fatma Sultan, född 1704 i Istanbul, död där 1733, var en osmansk prinsessa.  Hon var dotter till sultan Ahmed III , och syster till Mustafa III.
Hon gifte sig 1717 med Nevşehirli Ibrahim Pasha, som var storvisir 1718-1730. Hon ska ha utövat ett betydande inflytande över politiken genom både sin make och sin far under den så kallade tulpaneran.